# Giacomo Insanguine
Giacomo Antonio Francesco Paolo Michele Insanguine (Monopoli, 22 marzo 1728 – Napoli, 1º febbraio 1793) è stato un compositore e organista italiano.
Nella sua epoca era anche conosciuto con il nome di Monopoli.

## Biografia
A undici anni, nel 1737, entrò al Conservatorio dei Poveri di Gesù Cristo, dove rimase fino al 1743, anno in cui l'istituto napoletano fu chiuso. Dunque il 19 gennaio dello stesso anno fu ammesso al Conservatorio di Sant'Onofrio a Porta Capuana: in quest'ambiente fu allievo di prestigiosi insegnanti come Girolamo Abos e Francesco Durante. Di quest'ultimo fu mastricello dal 1749 fino alla morte dello stesso avvenuta nel 1755.
Durante l'inverno dell'anno successivo diede il suo primo lavoro operistico al Teatro dei Fiorentini, Lo funnacco revotato; da quest'anno sino al 1782 compose numerose opere, delle quali quelle fino al 1770 furono prevalentemente di stampo comico e vennero rappresentate per lo più presso i teatri napoletani, mentre dal 1770 in poi primeggiarono principalmente le opere serie. Per mettere in scena le proprie opere effettuò anche alcuni viaggi a Roma, Venezia e Torino.
Il 23 agosto 1767 diventò insegnante presso il Conservatorio di Sant'Onofrio. Nell'inverno del 1768 fu la volta dell'opera comica L'osteria di Marechiaro, grazie alla quale riscosse numerosi consensi, mentre il 20 gennaio il 1770 rappresentò al teatro San Carlo La Didone abbandonata, lavoro precedentemente commissionato a Baldassarre Galuppi.
Dal 1774 prese dapprima il posto di secondo organista, succedendo a Joseph Doll, e successivamente, nel 1781, quello di maestro di cappella del Duomo di Napoli. Concluse la sua carriera operistica con l'opera Calipso, scritta per il Teatro San Carlo di Napoli e andata in scena il 30 maggio 1782, la quale però non ebbe successo. Nel 1785 diventò primo maestro del Sant'Onofio, succedendo a Carlo Cotumacci. Mantenne questa carica fino alla morte.

## Considerazioni sull'artista
Molti suoi pezzi sacri sono caratterizzati da una sostanziale ingenuità di scrittura ben evidenziata, ad esempio, da violini I e II che suonano costantemente all'unisono o in terza. Le sue opere ad eccezione de L'osteria di Marechiaro e dell'Adriano in Siria non riscossero particolare successo. La produzione operistica di Insanguine non fu regolare, infatti essa subì regolari interruzioni da parte del compositore stesso. Tra l'altro egli era solito a rappezzare le opere di altri compositori (come Michele Gaballone, Johann Adolph Hasse e Nicola Bonifacio Logroscino). Giovanni Paisiello lo definì maestro delle pezze.

## Lavori

### Opere
Sono note 31 opere di Insanguine; l'anno e la città si riferiscono alla prima rappresentazione.
- Lo funnaco revotato (commedia per musica, libretto di Pasquale Mililotti, da Francesco Oliva, 1756, Teatro dei Fiorentini, Napoli)[3]
- La Matilde generosa (commedia per musica, 1757, Teatro dei Fiorentini, Napoli)
- Demetrio (dramma per musica, libretto di Pietro Metastasio, 1759, Teatro Argentina, Roma)
- Le sorelle tradite (commedia per musica, 1759, Teatro Nuovo, Napoli)
- Il Monte Testaccio (intermezzi, in collaborazione con Antonio Sacchini, 1760, Teatro Capranica, Roma)
- L'astuto balordo (commedia per musica, in collaborazione con Niccolò Piccinni, 1761, Teatro dei Fiorentini, Napoli)
- La furba burlata (commedia per musica, libretto di Antonio Palomba, in collaborazione con Nicola Bonifacio Logroscino e Niccolò Piccinni, 1762, Teatro Nuovo, Napoli)
- L'innamorato balordo (commedia per musica, libretto di Pietro De' Napoli, in collaborazione con Nicola Bonifacio Logroscino e Giuseppe Geremia, 1763, Teatro Nuovo,  Napoli)
- Monsieur Petitone (commedia per musica, libretto di Antonio Palomba, in collaborazione con Niccolò Piccinni, 1763, Teatro Nuovo,  Napoli)
- Le viaggiatrici di bell'umore (commedia per musica, libretto di Pietro De' Napoli, in collaborazione con Nicola Bonifacio Logroscino, 1763, Napoli)
- La giocatrice bizzarra (commedia per musica, libretto di Antonio Palomba, in collaborazione con Gaspare Gabellone, 1764, Teatro Nuovo, Napoli)
- Il nuovo Bellisario (commedia per musica, 1765, Napoli)
- La vedova capricciosa (commedia per musica, libretto di Antonio Palomba, in collaborazione con Carlo Franchi, 1765, Napoli)
- Le quattro malmaritate (commedia per musica, libretto di Antonio Palomba, 1766, Napoli)
- Musica per un'opera sconosciuta (1766, Palermo)
- L'osteria di Marechiaro (commedia per musica, libretto di Francesco Cerlone, 1768, Napoli)
- La finta semplice ossia Il tutore burlato (commedia per musica, libretto di Pasquale Mililotti, 1769, Teatro Nuovo, Napoli)
- Pulcinella vendicato del ritorno del Marechiaro (farsetta, libretto di Francesco Cerlone, revisione de L'osteria di Marechiaro, 1769, Napoli)
- La Didone abbandonata (dramma per musica, libretto di Pietro Metastasio, 1770, Napoli)
- La dama bizzarra (commedia per musica, libretto di Gaetano Ciliberti, 1770, Teatro dei Fiorentini, Napoli)
- Eumene (dramma per musica, libretto di Apostolo Zeno, in collaborazione con Gian Francesco de Majo e Pasquale Errichelli, 1771, Napoli)
- Merope (dramma per musica, libretto di Apostolo Zeno, 1772, Teatro San Benedetto, Venezia)
- Arianna e Teseo (dramma per musica, libretto di Pietro Pariati, 1773, Teatro San Carlo di Napoli con Antonia Bernasconi e Giuseppe Aprile)
- Adriano in Siria (dramma per musica, libretto di Pietro Metastasio, 1773, Teatro San Carlo di Napoli con Gaspare Pacchierotti)
- Le astuzie per amore (commedia per musica, libretto di Pasquale Mililotti, 1777, Napoli)
- Pulcinella finto maestro di musica (farsetta, libretto di Antonio Casaccia, 1777, Napoli)
- Eumene (dramma per musica, libretto di Apostolo Zeno, 1778, Teatro Regio, Torino)
- La locandiera strega (farsetta, libretto di Antonio Palomba, 1778, Cosenza)
- Medonte (dramma per musica, libretto di Giovanni De Gamerra, 1779, Teatro San Carlo di Napoli)
- Motezuma (dramma per musica, libretto di Vittorio Amedeo Cigna-Santi, 1780, Teatro Regio di Torino)
- Calipso (dramma per musica, libretto di Giovanni de Gamerra, 1782, Teatro San Carlo di Napoli)
- Arie per l'opera Armida (dramma per musica di Michele Mortellari, 1786, King's Theatre, Londra)
- Altre arie e duetti per varie opere

### Lavori sacri
- I voti di David per Salomone (cantata per 3 voci e orchestra, 1775)
- Cantata per la traslazione del sangue di San Gennaro
- La via della croce (cantata per 2 voci, violino e basso)
- Passio del Venerdì Santo (cantata per 4 voci, contrabbasso e organo)
- 6 Messe per 4 voci e orchestra
- Kyrie per 3 voci e basso continuo
- Christus et Miserere
- 3 Miserere
- Benedictus per 2 voci e basso continuo
- 3 Dixit
- 2 Te Deum
- Exultando jam venite (mottetto per 4 voci e orchestra)
- Et in saecula saeculorum per doppio coro e basso continuo
- In tam fera et rea procella per soprano e orchestra
- Quoniam per soprano, oboe, tromba e basso continuo

### Trattati
- Regole con moti di basso, partimenti e fughe.
- Scale, salti e solfeggi.

## Discografia
- Viaggio nel '700 Italiano (CD): Giacomo Insanguine, Sonata in Do Maggiore (Allegro) - Marco Cadario